# IVF Hartmann

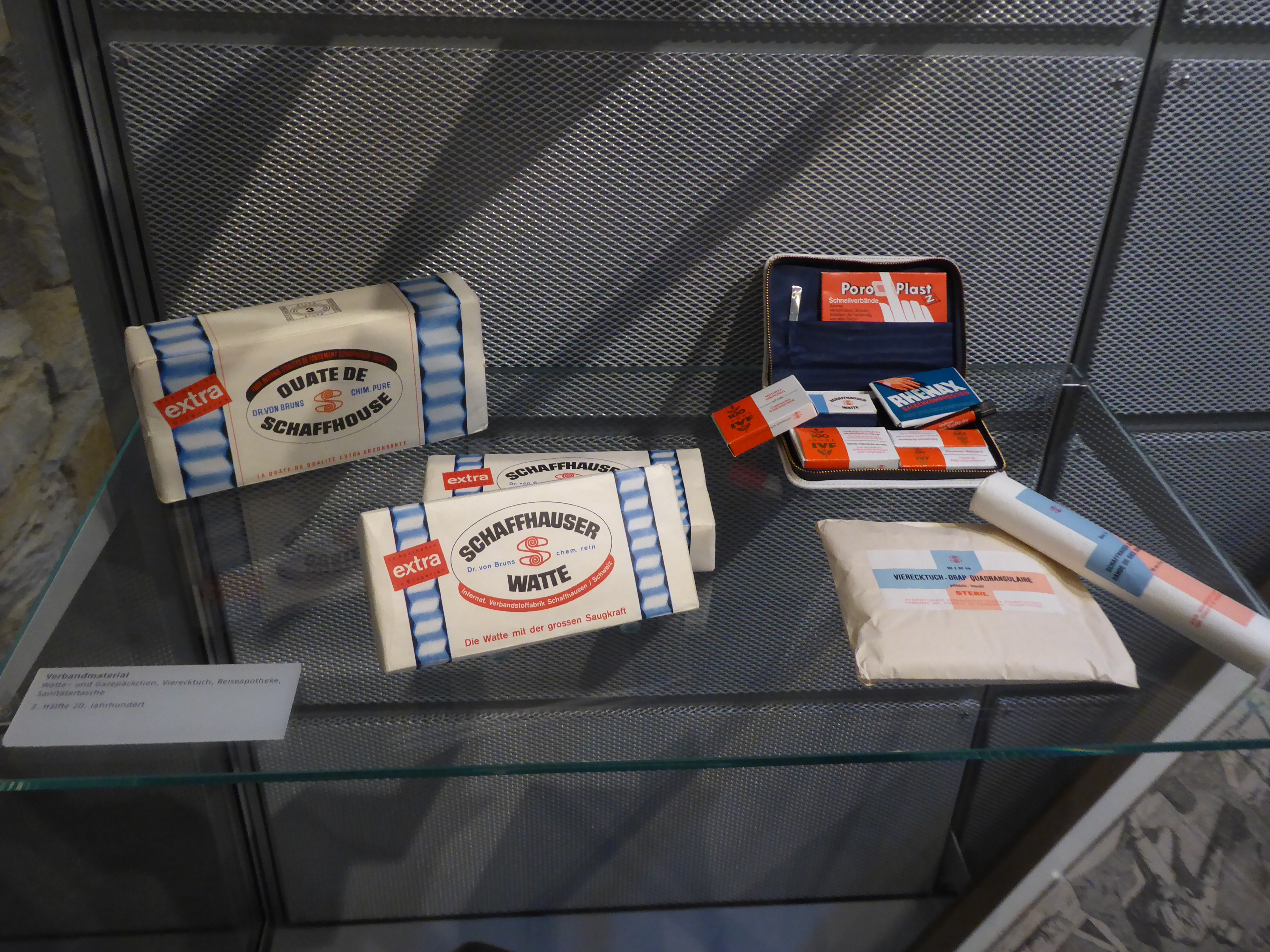
Watte und Verbandsmaterial aus Schaffhausen im Museum zu Allerheiligen in Schaffhausen

Die IVF Hartmann Holding AG mit Sitz in Neuhausen am Rheinfall ist ein international tätiger Schweizer Hersteller medizinischer Verbrauchsgüter. Die Kernaktivitäten der Unternehmensgruppe umfassen die vier Geschäftsfelder Wundversorgung, Inkontinenz, OP-Produkte sowie Erste Hilfe. Ergänzt werden diese Bereiche durch verschiedene Produktsegmente wie Watte, therapeutische Wärmepflaster, Damenhygiene, Babyhygiene und Immobilisation. 
Die Unternehmensgruppe, zu der nebst die IVF Hartmann AG drei weitere Tochtergesellschaften zählen, beschäftigt rund 380 Mitarbeiter und erwirtschaftete 2016 einen Umsatz von 134,7 Millionen Schweizer Franken. Die Aktien der IVF Hartmann Holding AG sind an der Schweizer Börse SIX Swiss Exchange kotiert.

## Geschichte
Das Unternehmen wurde als «Schaffhauser Woll- und Baumwollcarderie» durch Heinrich Theophil Bäschlin (1845–1887) gegründet. Dieser begann 1870 in Schaffhausen mit der Fabrikation antiseptischer und hydrophiler Verbandstoffe. Diese fanden im Deutsch-Französischen Krieg Verwendung. Basis dafür waren die Erkenntnisse von Victor von Bruns, dem es 1865 als Erstem gelang, Baumwolle zu entfetten und auf diese Weise saugfähig zu machen. 1871 verarbeitete die «Schaffhauser Woll- und Baumwollcarderie» erstmals auf der Welt Baumwolle im industriellen Massstab zu Verbandwatte.
Unter Mitwirkung von führenden Chirurgen aus Deutschland und der Schweiz wandelte Bäschlin 1874 seinen in der Zwischenzeit in «Fabrik für medizinische Verbandstoffe» umbenannten Betrieb in eine Aktiengesellschaft mit dem Namen «Internationale Verbandstoff-Fabrik Schaffhausen» (IVF) um. 1879 entstand in Montpellier eine Fabrikfiliale, von wo Bäschlin auch das Unternehmen in Schaffhausen leitete.
In der Folge wurde das Produktsortiment erweitert, Akquisitionen getätigt und 1908 eine neue Fabrik in Neuhausen am Rheinfall bezogen. Im Verlaufe des 20. Jahrhunderts wuchs die IVF kontinuierlich sowohl durch Erweiterung der Produktpalette und Eröffnung neuer Standorte wie auch durch verschiedene Übernahmen. Mit den Zukäufen der auf Pflaster spezialisierten Isoplast AG (1972), der auf Watte spezialisierten Kistler AG (1984) und der auf Inkontinenzprodukten ausgerichteten Vlesia AG (2000) erweiterte die IVF ihre Geschäftsfelder fortlaufend.
1993 erwarb die deutsche Hartmann Gruppe die Mehrheit des Aktienkapitals der IVF, welche bis zu diesem Zeitpunkt von der Galenica in Bern gehalten wurde. Seither tritt das Unternehmen unter dem Namen IVF Hartmann unter dem Dach der Hartmann-Gruppe auf.